# Martians – Ein Außerirdischer kommt selten allein
Martians – Ein Außerirdischer kommt selten allein (Originaltitel: Spaced Invaders) ist eine US-amerikanische Science-Fiction-Komödie aus dem Jahr 1990. Der Film startete am 14. Februar 1991 in den deutschen Kinos.

## Handlung
Die Marsianer befinden sich im Krieg mit einer feindlichen Alienwelt. Ein marsianisches Patrouillenschiff empfängt einen unvollständigen Funkruf der marsianischen Flotte und daraufhin einen Ausschnitt aus Orson Welles’ Hörspiel Krieg der Welten, das von einem Radiosender von der Erde ausgestrahlt wird. Irrtümlicherweise glaubt die inkompetente Besatzung des Patrouillenschiffes, der Mars würde die Erde überfallen und landet auf der Erde in der US-amerikanischen Kleinstadt Big Bean, wo sie eine Bruchlandung in einer Scheune machen. In Big Bean jedoch werden die Marsianer nicht ernst genommen, da sie zu Halloween eintreffen und mit ihrer kleinen Statur und ihrem unselbständigen Verhalten wie verkleidete Kinder wirken. In der jungen Kathy finden sie jedoch eine Verbündete, die ihnen ermöglicht, zum Mars zurückzukehren.

## Kritiken
„Bei einem Kundschafterflug empfängt ein Trupp der marsianischen Kriegsflotte Signale von Orson Welles' Hörspielklassiker "Krieg der Welten". Prompt glauben sich die Weltraumreisenden inmitten einer intergalaktischen Schlacht. Flugs steuern sie die Erde an. Doch in Big Bean fallen die fünf grünen Monster überhaupt nicht auf… Welles' Hörspiel sorgte 1940 für Hysterie unter den Amerikanern. Die groteske Grundidee des Films verpufft leider unter gnadenlos albernen Dialogen. – Fazit: Manchmal recht spaßig, das Richtige für Kinder.“

## Hintergrund
- Am Ende des Films stimmt ein Außerirdischer den Titelsong der Serie Mein Onkel vom Mars an.